# Heinäsaari (ö i Norra Österbotten, Koillismaa)
Heinäsaari är en ö i Finland. Den ligger i sjön Heinäjärvi och i kommunen Kuusamo i den ekonomiska regionen  Koillismaa ekonomiska region  och landskapet Norra Österbotten, i den nordöstra delen av landet, 700 km norr om huvudstaden Helsingfors. Öns area är 0,7 hektar och dess största längd är 140 meter i sydväst-nordöstlig riktning.